# Sowjetischer Fußballpokal 1970
Der Sowjetische Fußballpokal 1970 war die 29. Austragung des sowjetischen Pokalwettbewerbs der Männer. Pokalsieger wurde Dynamo Moskau. Das Team setzte sich im Finale gegen Dinamo Tiflis durch. Titelverteidiger Karpaty Lwow war in der 1. Finalrunde ausgeschieden. Dynamo Moskau qualifizierte sich durch den Sieg für den Europapokal der Pokalsieger.

## Modus
66 Drittligisten spielten in drei Gruppen der Vorrunde jeweils drei Runden. Die jeweils drei Finalsieger qualifizierten sich für die dritte Finalrunde. Die 22 Zweitligisten spielten die 1. und 2. Finalrunde separat aus, von denen sich sechs Mannschaften für die dritte Finalrunde qualifizierten. Dort stiegen auch die 17 Erstligisten ein. Die Begegnungen der Vorrunde und ab dem Viertelfinale wurden in einem Spiel entschieden. Stand es nach regulärer Spielzeit unentschieden, wurde das Spiel um zweimal 15 Minuten verlängert. Stand danach kein Sieger fest, wurde die Begegnung am folgenden Tag an gleicher Stelle wiederholt.
In der dritten Finalrunde und im Achtelfinale wurden die Sieger in Hin- und Rückspiel ermittelt. Bei Gleichstand in beiden Spielen wurde das Rückspiel verlängert. Stand danach kein Sieger fest, entschied ein Elfmeterschießen nur, wenn das Ergebnis in Hin- und Rückspiel identisch war. Bei Gleichstand mit unterschiedlichen Ergebnissen gab es keine Auswärtstorregel, sondern es kam die Mannschaft weiter, die mehr Spieler an die russische Nationalmannschaft abstellte.

## Teilnehmende Teams
| Wysschaja Gruppa A (17) | Perwaja Gruppa A (22) | Wtoraja Gruppa A (66) | Wtoraja Gruppa A (66) | Wtoraja Gruppa A (66) |
| Wysschaja Gruppa A (17) | Perwaja Gruppa A (22) | Zone 1 (22) | Zone 2 (22) | Zone 3 (22) |
| --- | --- | --- | --- | --- |
| - Dynamo Moskau - Spartak Moskau - Torpedo Moskau - ZSKA Moskau - Ararat Jerewan - Dinamo Minsk - Dynamo Kiew - Dinamo Tiflis - Neftçi Baku - Pachtakor Taschkent - Schachtjor Donezk - SKA Rostow - Sarja Woroschilowgrad - Spartak Ordschonikidse - Torpedo Kutaissi - Tschernomorez Odessa - Zenit Leningrad | - Alga Frunse - Daugava Riga - Dynamo Leningrad - Dnjepr Dnjepropetrowsk - Kairat Alma-Ata - Karpaty Lwow - Krylja Sowetow Kuibyschew - Kuban Krasnodar - Lokomotive Moskau - Lokomotive Tiflis - Metallist Charkow - Moldava Kischinjow - Pamir Duschanbe - Rubin Kasan - Schachtjor Karaganda - SKA Chabarowsk - SKA Kiew - Stroitel Aschchabat - Tekstilschtschik Iwanowo - Uralmasch Swerdlowsk - Wolgar Astrachan - FK Žalgiris Vilnius | - Asowez Schdanow - Awangard Ternopol - Awtomobilist Schitomir - Baltika Kaliningrad - FSK Bukowina Czernowitz - Desna Tschernigow - Gomselmasch Gomel - Krywbas Kriwoi Rog - Lokomotive Cherson - Metallurg Saporoschje - Neman Grodno - Schachtjor Gorlowka - Schachtjor Kadijiwka - SKA Lwow - SKA Odessa - Spartak Brest - Spartak Iwano-Frankowsk - Spartak Sumy - Stroitel Poltawa - Sudostroitel Nikolajew - Swesda Kirowograd - Tawrija Simferopol | - Awtomobilist Naltschik - Dila Gori - Dinamo Batumi - Dynamo Brjansk - Dinamo Kirowograd - Dynamo Machatschkala - Druschba Maikop - Dynamo Stawropol - Lokomotive Kaluga - Maschuk Pjatigorsk - Metallurg Lipezk - Metallurg Tula - Polad Sumgait - Saljut Belgorod - Saturn Rybinsk - Schinnik Jaroslawl - Schirak Leninakan - Stal Wolgograd - Torpedo Taganrog - Trud Woronesch - Wolga Gorki - Wolga Kalinin | - Aeroflot Irkutsk - Awtomobilist Krasnojarsk - Dynamo Barnaul - Irtysch Omsk - Kusbass Kemerowo - Lokomotive Tscheljabinsk - Lutsch Wladiwostok - Metallurg Schymkent - Neftjanik Fergana - Politotdel Taschkent - Selenga Ulan-Ude - SKA Tschita - Spartak Joschkar-Ola - Sokol Saratow - Stroitel Ufa - Swesda Perm - Tomles Tomsk - Torpedo Toljatti - Traktor Taschkent - Wolga Uljanowsk - Wostok Usk-Kamenogorsk - Zenit Ischewsk |

## Vorrunde

### Gruppe 1

#### Viertelfinale
| Datum      |                         | Ergebnis |                      |
| ---------- | ----------------------- | -------- | -------------------- |
| 05.04.1970 | SKA Lwow                | 0:1      | Spartak Brest        |
| 05.04.1970 | SKA Odessa              | 2:1      | Gomselmasch Gomel    |
| 05.04.1970 | Lokomotive Cherson      | 1:0      | Spartak Sumy         |
| 05.04.1970 | Sudostroitel Nikolajew  | 6:1      | Baltika Kaliningrad  |
| 05.04.1970 | Tawrija Simferopol      | 2:0      | Desna Tschernigow    |
| 05.04.1970 | Awtomobilist Schitomir  | 4:0      | Schachtjor Gorlowka  |
| 05.04.1970 | Spartak Iwano-Frankowsk | 2:1      | Schachtjor Kadijiwka |
| 05.04.1970 | FSK Bukowina Czernowitz | 3:2      | Neman Grodno         |
| 05.04.1970 | Metallurg Saporoschje   | 1:0      | Stroitel Poltawa     |
| 05.04.1970 | Swesda Kirowograd       | 0:1      | Krywbas Kriwoi Rog   |

### Halbfinale
| Datum      |                         | Ergebnis  |                         |
| ---------- | ----------------------- | --------- | ----------------------- |
| 23.04.1970 | Awangard Ternopol       | 3:1       | Asowez Schdanow         |
| 23.04.1970 | Lokomotive Cherson      | 1:0 n. V. | SKA Odessa              |
| 23.04.1970 | Tawrija Simferopol      | 3:2       | Sudostroitel Nikolajew  |
| 23.04.1970 | Spartak Brest           | 2:4 n. V. | Awtomobilist Schitomir  |
| 23.04.1970 | FSK Bukowina Czernowitz | 2:0       | Spartak Iwano-Frankowsk |
| 23.04.1970 | Krywbas Kriwoi Rog      | 1:1 n. V. | Metallurg Saporoschje   |

#### Wiederholungsspiel
| Datum      |                    | Ergebnis  |                       |
| ---------- | ------------------ | --------- | --------------------- |
| 24.04.1970 | Krywbas Kriwoi Rog | 1:0 n. V. | Metallurg Saporoschje |

### Finale
| Datum      |                        | Ergebnis |                         |
| ---------- | ---------------------- | -------- | ----------------------- |
| 26.04.1970 | Tawrija Simferopol     | 1:0      | Lokomotive Cherson      |
| 26.04.1970 | Awtomobilist Schitomir | 2:1      | FSK Bukowina Czernowitz |
| 26.04.1970 | Awangard Ternopol      | 1:0      | Krywbas Kriwoi Rog      |

### Gruppe 2

#### Viertelfinale
| Datum      |                        | Ergebnis  |                    |
| ---------- | ---------------------- | --------- | ------------------ |
| 31.03.1970 | Saturn Rybinsk         | 1:0       | Saljut Belgorod    |
| 03.04.1970 | Metallurg Lipezk       | 2:0       | Dynamo Brjansk     |
| 03.04.1970 | Awtomobilist Naltschik | 2:2 n. V. | Lokomotive Kaluga  |
| 03.04.1970 | Maschuk Pjatigorsk     | 2:1       | Schinnik Jaroslawl |
| 03.04.1970 | Dynamo Machatschkala   | 0:1 n. V. | Wolga Gorki        |
| 03.04.1970 | Dinamo Batumi          | 1:1 n. V. | Dinamo Kirowograd  |
| 03.04.1970 | Metallurg Tula         | 2:1 n. V. | Stal Wolgograd     |
| 03.04.1970 | Torpedo Taganrog       | 2:0       | Dila Gori          |
| 03.04.1970 | Dynamo Stawropol       | 0:1 n. V. | Trud Woronesch     |
| 03.04.1970 | Polad Sumgait          | 0:1       | Wolga Kalinin      |

##### Wiederholungsspiele
| Datum      |                        | Ergebnis |                   |
| ---------- | ---------------------- | -------- | ----------------- |
| 04.04.1970 | Awtomobilist Naltschik | 2:0      | Lokomotive Kaluga |
| 04.04.1970 | Dinamo Batumi          | 2:0      | Dinamo Kirowograd |

### Halbfinale
| Datum      |                        | Ergebnis  |                  |
| ---------- | ---------------------- | --------- | ---------------- |
| 07.04.1970 | Torpedo Taganrog       | 1:1 n. V. | Trud Woronesch   |
| 07.04.1970 | Awtomobilist Naltschik | 2:3       | Metallurg Lipezk |
| 07.04.1970 | Maschuk Pjatigorsk     | 2:1       | Wolga Gorki      |
| 07.04.1970 | Dinamo Batumi          | 3:0       | Saturn Rybinsk   |
| 07.04.1970 | Schirak Leninakan      | 2:3 n. V. | Metallurg Tula   |
| 07.04.1970 | Druschba Maikop        | 0:1       | Wolga Kalinin    |

#### Wiederholungsspiel
| Datum      |                  | Ergebnis |                |
| ---------- | ---------------- | -------- | -------------- |
| 08.04.1970 | Torpedo Taganrog | 0:1      | Trud Woronesch |

### Finale
| Datum      |                  | Ergebnis  |                    |
| ---------- | ---------------- | --------- | ------------------ |
| 23.04.1970 | Metallurg Lipezk | 1:0       | Maschuk Pjatigorsk |
| 23.04.1970 | Metallurg Tula   | 2:0       | Dinamo Batumi      |
| 24.04.1970 | Wolga Kalinin    | 0:0 n. V. | Trud Woronesch     |

#### Wiederholungsspiel
| Datum      |               | Ergebnis |                |
| ---------- | ------------- | -------- | -------------- |
| 25.04.1970 | Wolga Kalinin | 0:2      | Trud Woronesch |

### Gruppe 3

#### Viertelfinale
| Datum      |                          | Ergebnis  |                      |
| ---------- | ------------------------ | --------- | -------------------- |
| 05.04.1970 | Neftjanik Fergana        | 2:0       | Stroitel Ufa         |
| 12.04.1970 | Irtysch Omsk             | 1:1 n. V. | Lutsch Wladiwostok   |
| 14.04.1970 | Lokomotive Tscheljabinsk | 0:0 n. V. | Selenga Ulan-Ude     |
| 14.04.1970 | Torpedo Toljatti         | 0+:- 1    | Politotdel Taschkent |
| 14.04.1970 | Wolga Uljanowsk          | 0+:- 1    | Zenit Ischewsk       |
| 14.04.1970 | Sokol Saratow            | 0+:- 1    | Metallurg Schymkent  |
| 14.04.1970 | Tomles Tomsk             | 2:0       | Dynamo Barnaul       |
| 14.04.1970 | Spartak Joschkar-Ola     | 2:0       | SKA Tschita          |
| 14.04.1970 | Swesda Perm              | 1:0       | Kusbass Kemerowo     |
| 14.04.1970 | Awtomobilist Krasnojarsk | 3:0       | Aeroflot Irkutsk     |

##### Wiederholungsspiele
| Datum      |                          | Ergebnis  |                    |
| ---------- | ------------------------ | --------- | ------------------ |
| 13.04.1970 | Irtysch Omsk             | 0:0 n. V. | Lutsch Wladiwostok |
| 15.04.1970 | Irtysch Omsk             | 0:1       | Lutsch Wladiwostok |
| 15.04.1970 | Lokomotive Tscheljabinsk | 3:2 n. V. | Selenga Ulan-Ude   |

### Halbfinale
| Datum      |                        | Ergebnis |                          |
| ---------- | ---------------------- | -------- | ------------------------ |
| 19.04.1970 | Wolga Uljanowsk        | 0:1      | Spartak Joschkar-Ola     |
| 19.04.1970 | Wostok Usk-Kamenogorsk | 0:1      | Lutsch Wladiwostok       |
| 19.04.1970 | Neftjanik Fergana      | 3:0      | Lokomotive Tscheljabinsk |
| 19.04.1970 | Torpedo Toljatti       | 3:0      | Tomles Tomsk             |
| 19.04.1970 | Swesda Perm            | 3:0      | Awtomobilist Krasnojarsk |
| 25.04.1970 | Sokol Saratow          | 0+:- 1   | Traktor Taschkent        |

### Finale
| Datum      |                      | Ergebnis  |                   |
| ---------- | -------------------- | --------- | ----------------- |
| 23.04.1970 | Spartak Joschkar-Ola | 2:0       | Torpedo Toljatti  |
| 23.04.1970 | Lutsch Wladiwostok   | 0:0 n. V. | Swesda Perm       |
| 23.04.1970 | Sokol Saratow        | 1:1 n. V. | Neftjanik Fergana |

#### Wiederholungsspiele
| Datum      |                    | Ergebnis |                   |
| ---------- | ------------------ | -------- | ----------------- |
| 24.04.1970 | Lutsch Wladiwostok | 3:0      | Swesda Perm       |
| 24.04.1970 | Sokol Saratow      | 0:1      | Neftjanik Fergana |

## Finalrunde

### 1. Runde
Teilnehmer: 20 Zweitligisten
| Datum      |                        | Ergebnis  |                           |
| ---------- | ---------------------- | --------- | ------------------------- |
| 05.04.1970 | Dnjepr Dnjepropetrowsk | 0:1 n. V. | Lokomotive Moskau         |
| 05.04.1970 | FK Žalgiris Vilnius    | 1:0       | Karpaty Lwow              |
| 05.04.1970 | Kuban Krasnodar        | 1:0       | Rubin Kasan               |
| 05.04.1970 | Lokomotive Tiflis      | 1:0       | Daugava Riga              |
| 05.04.1970 | Metallist Charkow      | 2:1       | Tekstilschtschik Iwanowo  |
| 05.04.1970 | Pamir Duschanbe        | 2:2 n. V. | SKA Kiew                  |
| 05.04.1970 | SKA Chabarowsk         | 1:2       | Krylja Sowetow Kuibyschew |
| 05.04.1970 | Stroitel Aschchabat    | 1:1 n. V. | Dynamo Leningrad          |
| 05.04.1970 | Uralmasch Swerdlowsk   | 0+:- 1    | Moldava Kischinjow        |
| 05.04.1970 | Schachtjor Karaganda   | 1:0       | Alga Frunse               |

#### Wiederholungsspiele
| Datum      |                     | Ergebnis |                  |
| ---------- | ------------------- | -------- | ---------------- |
| 06.04.1970 | Pamir Duschanbe     | 1:0      | SKA Kiew         |
| 06.04.1970 | Stroitel Aschchabat | 1:0      | Dynamo Leningrad |

### 2. Runde
Teilnehmer: Die zehn Sieger der 1. Runde und mit Kairat Alma-Ata und Wolgar Astrachan zwei weitere Zweitligisten.
| Datum      |                      | Ergebnis  |                           |
| ---------- | -------------------- | --------- | ------------------------- |
| 23.04.1970 | Stroitel Aschchabat  | 1:2       | Kairat Alma-Ata           |
| 23.04.1970 | Wolgar Astrachan     | 0:1       | Lokomotive Tiflis         |
| 23.04.1970 | Kuban Krasnodar      | 0:1       | FK Žalgiris Vilnius       |
| 23.04.1970 | Metallist Charkow    | 1:0 n. V. | Schachtjor Karaganda      |
| 23.04.1970 | Uralmasch Swerdlowsk | 1:2       | Pamir Duschanbe           |
| 23.04.1970 | Lokomotive Moskau    | 0:0 n. V. | Krylja Sowetow Kuibyschew |

#### Wiederholungsspiel
| Datum      |                   | Ergebnis |                           |
| ---------- | ----------------- | -------- | ------------------------- |
| 25.04.1970 | Lokomotive Moskau | 3:1      | Krylja Sowetow Kuibyschew |

### 3. Runde
Teilnehmer: Die 6 Sieger der 2. Runde, die 9 Finalsieger der Vorrunde und die 20 Erstligisten.
| Datum             |                        | Gesamt |                        | Hinspiel | Rückspiel |
| ----------------- | ---------------------- | ------ | ---------------------- | -------- | --------- |
| 09.05./12.05.1970 | Metallist Charkow      | 0:1    | Torpedo Moskau         | 0:0      | 0:1       |
| 09.05./13.05.1970 | SKA Rostow             | 1:2    | Awangard Ternopol      | 1:0      | 0:2       |
| 09.05./13.05.1970 | Pamir Duschanbe        | 4:5    | Ararat Jerewan         | 3:2      | 1:3       |
| 09.05./13.05.1970 | Tawrija Simferopol     | 2:4    | Dynamo Kiew            | 1:2      | 1:2       |
| 09.05./13.05.1970 | Lokomotive Tiflis      | 2:5    | Dinamo Tiflis          | 0:1      | 2:4       |
| 09.05./13.05.1970 | Spartak Ordschonikidse | 1:3    | Sarja Woroschilowgrad  | 1:2      | 0:1       |
| 09.05./13.05.1970 | Lutsch Wladiwostok     | 1:3    | Zenit Leningrad        | 0:2      | 1:1       |
| 09.05./13.05.1970 | Tschernomorez Odessa   | 03:3 2 | Metallurg Lipezk       | 2:2      | 1:1 n. V. |
| 09.05./13.05.1970 | Kairat Alma-Ata        | 1:2    | Neftçi Baku            | 0:0      | 1:2       |
| 09.05./13.05.1970 | Metallurg Tula         | 1:3    | Pachtakor Taschkent    | 0:0      | 1:3       |
| 09.05./13.05.1970 | Dinamo Minsk           | 1:0    | Spartak Joschkar-Ola   | 1:0      | 0:0       |
| 09.05./13.05.1970 | Lokomotive Moskau      | 1:5    | Torpedo Kutaissi       | 1:2      | 0:3       |
| 09.05./13.05.1970 | Neftjanik Fergana      | 1:6    | ZSKA Moskau            | 1:3      | 0:3       |
| 09.05./13.05.1970 | FK Žalgiris Vilnius    | 2:1    | Schachtjor Donezk      | 1:1      | 1:0       |
| 10.05./14.05.1970 | Trud Woronesch         | 2:4    | Spartak Moskau         | 1:1      | 1:3       |
| 10.05./14.05.1970 | Dynamo Moskau          | 1:0    | Awtomobilist Schitomir | 0:0      | 1:0       |

### Achtelfinale
| Datum             |                     | Gesamt |                       | Hinspiel | Rückspiel |
| ----------------- | ------------------- | ------ | --------------------- | -------- | --------- |
| 27.05./31.05.1970 | Awangard Ternopol   | 0:4    | Tschernomorez Odessa  | 0:0      | 0:4       |
| 27.05./01.06.1970 | Dynamo Moskau       | 1:0    | Ararat Jerewan        | 1:0      | 0:0       |
| 28.05./01.06.1970 | Torpedo Moskau      | 1:0    | Dinamo Minsk          | 1:0      | 0:0       |
| 28.05./01.06.1970 | Dynamo Kiew         | 3:1    | Sarja Woroschilowgrad | 3:0      | 0:1       |
| 28.05./01.06.1970 | ZSKA Moskau         | 4:7    | Zenit Leningrad       | 2:3      | 2:4       |
| 28.05./02.06.1970 | FK Žalgiris Vilnius | 2:3    | Spartak Moskau        | 1:3      | 1:0       |
| 28.05./02.06.1970 | Torpedo Kutaissi    | 01:1 3 | Dinamo Tiflis         | 1:1      | 0:0 n. V. |
| 28.05./04.06.1970 | Neftçi Baku         | 6:4    | Pachtakor Taschkent   | 4:0      | 2:4       |

### Viertelfinale
| Datum      |                      | Ergebnis |                 |
| ---------- | -------------------- | -------- | --------------- |
| 27.06.1970 | Dynamo Kiew          | 2:1      | Zenit Leningrad |
| 27.06.1970 | Dynamo Moskau        | 3:0      | Torpedo Moskau  |
| 27.06.1970 | Neftçi Baku          | 1:0      | Spartak Moskau  |
| 27.06.1970 | Tschernomorez Odessa | 1:2      | Dinamo Tiflis   |

### Halbfinale
| Datum      |               | Ergebnis |             |
| ---------- | ------------- | -------- | ----------- |
| 25.07.1970 | Dynamo Moskau | 2:1      | Dynamo Kiew |
| 25.07.1970 | Dinamo Tiflis | 1:0      | Neftçi Baku |

### Finale
| Paarung        | Dynamo Moskau – Dinamo Tiflis |
| Ergebnis       | 2:1 (1:0) |
| Datum          | 8. August 1970 |
| Stadion        | Olympiastadion Luschniki, Moskau |
| Zuschauer      | 103.000 |
| Schiedsrichter | Wladimir Toltschinski |
| Tore           | 1:0 Wladimir Eschtrekow (17.) 2:0 Gennadi Jewrjuschichin (62.) 2:1 Schota Chintschagaschwili (67.) |
| Dynamo Moskau  | Lew Jaschin – Wladimir Schtapow, Wladimir Smirnow, Waleri Sykow – Waleri Maslow, Wiktor Anitschkin – Wladimir Eschtrekow, Wladimir Koslow – Juri Awruzki (46. Juri Sjomin), Wladimir Utkin, Gennadi Jewrjuschichin Cheftrainer: Konstantin Beskow                                                     |
| Dinamo Tiflis  | Ramas Uruschadse – Rewas Dsodsuaschwili, Wachtang Tschelidse (75. Alexei Iliadi), Murtas Churzilawa – Guram Zchowrebow (46. Schota Chintschagaschwili), Guram Petriaschwili – Sergei Kutiwadse, Kachi Assatiani – Manutschar Matschaidse, Giwi Nodia, Gotscha Gawascheli Cheftrainer: Giwi Tschocheli |